# کنارنرو
کُنارنَرو، روستایی است از توابع بخش مرکزی شهرستان تنگستان استان بوشهر ایران.

## جمعیت
این روستا در دهستان باغک قرار داشته و بر اساس سرشماری سال ۱۳۹۵ دارای ۱۱۹ نفر جمعیت است. بر همین اساس در سال ۱۳۸۵ جمعیت آن ۱۱۳نفر (۲۵خانوار) بوده‌است.